# Le Grand Charles

Le Grand Charles est un téléfilm français en deux parties, écrit et réalisé par Bernard Stora, diffusé en 2005.

## Synopsis
Août 1944 : dans un Paris libéré, Charles de Gaulle descend les Champs-Élysées en triomphateur. À lui revient la charge de relever un pays exsangue et nul ne songe alors à contester son autorité. En quelques mois pourtant, l'unité forgée dans la Résistance vole en éclats, les querelles partisanes reprenant le dessus. De Gaulle, peu enclin au jeu politique, s'épuise en luttes stériles. Le 20 janvier 1946, il annonce brutalement sa démission. Sans doute envisage-t-il que son départ ce dimanche créera un choc salutaire et que les Français le rappelleront dans les semaines qui suivent. Mais rien de tel ne se produit. La Quatrième République s'affermit, le pays se redressant, le souvenir de la guerre s'estompant. Ainsi commence pour de Gaulle ce que l'histoire nommera la « traversée du désert », douze ans de solitude, d'espérances déçues et d'amertume. Heureusement, la rédaction de ses Mémoires occupe quotidiennement le Général. Au souvenir des dures épreuves du temps de guerre, oubliera-t-il la médiocrité des heures présentes ? L'évocation de ses rudes affrontements avec Churchill et Roosevelt compense-t-elle la pauvre réplique que lui opposent ses adversaires du moment ? D'où viendra l’étincelle ? Une situation imprévue pourra-t-elle le ramener à la tête du pays ?

## Fiche technique
Sauf indication contraire, les informations mentionnées dans cette section peuvent être confirmées par les bases de données cinématographiques IMDb et Allociné,  présentes dans la section « Liens externes ».
- Réalisation et scénario : Bernard Stora
  - 1er assistant et réalisateur de la 2e équipe : Alan Corno
- Direction littéraire : Sonia Moyersoen
- Musique originale : Vincent Stora
- Photographie : Gérard De Battista
- Montage : Jacques Comets
- Décors : Jean-Pierre Bazerolle et Jimena Esteva
- Son : Henri Morel
- Mixage : Stéphane Thiebaut
- Costumes : Virginia Vogwill
- Archives : Véronique Lambert de Guyze
- Montage des archives : David Korn-Brzoza
- Production Jean-Pierre Guérin
  - Production exécutive : Véronique Marchat
- Sociétés de production : GMT Productions, France 2, Arte France, avec le soutien de la Région Île-de-France
- Pays de production :  France
- Tourné en Haute Définition
- Durée : 205 minutes
- Genre : fiction documentée
- Année de production : 2005
- Dates de diffusion :
  - 1re diffusion sur France 2 : 27 et 28 mars 2006
  - 1re diffusion sur Arte : 9 mai 2008 à 21h (les deux parties à la suite)
  - 2e diffusion sur France 2 : 11 novembre 2010 à 15h10 (les deux parties à la suite)
  - 2e diffusion sur Arte : 28 juillet 2011 à 20h40 (les deux parties à la suite)

## Distribution
Sauf indication contraire, les informations mentionnées dans cette section peuvent être confirmées par les bases de données cinématographiques IMDb et Allociné,  présentes dans la section « Liens externes ».
- Bernard Stora : le narrateur (voix)
- Bernard Farcy : le général Charles de Gaulle
- Danièle Lebrun : Yvonne de Gaulle, sa femme
- Denis Podalydès, de la Comédie-Française : Claude Mauriac
- Grégori Derangère : Claude Guy
- David Ryall : Winston Churchill
- Gérard Lartigau : Paul Reynaud
- Grégoire Oestermann : André Malraux
- Scali Delpeyrat : Jacques Baumel
- Marc Citti : le jeune colonel résistant
- Jean-Michel Mole : le président Vincent Auriol
- Bernard Alane : Paul Ramadier
- Gilles David : André Philip
- Stéphane Boucher : Maurice Thorez
- Nicolas Briançon : le colonel Paul de Villelume
- Nicolas Vaude : Paul Baudouin
- Olivier Granier : Jean Monnet
- Chantal Banlier : Augustine
- Patrick Chesnais : Général Giraud
- Julien Boisselier : Jacques Chaban-Delmas
- Thierry Hancisse, de la Comédie-Française : Olivier Guichard
- Jean-Yves Berteloot : Léon Delbecque
- Jacques Spiesser : Pierre Pflimlin
- Philippe Magnan : l’émissaire du Président Coty
- Robert Hardy : Franklin D. Roosevelt
- Pascal Elso : Gaston Palewski
- Pierre-François Duméniaud : Jacques Soustelle
- Hubert Saint-Macary : Michel Debré
- Bernard Bloch : Jacques Foccart
- Jean-Claude Durand : le général Raoul Salan
- Jean-Claude Bolle-Reddat : Georges Pompidou
- Paul de Launoy : Philippe de Gaulle
- Denis Bénoliel : René Pleven
- Marc Berman : Roland de Margerie
- Patrice Bornand : Michel Poniatowski
- Hugh Fraser : Harold MacMillan
- Patrick Zard : Alain de Boissieu
- Jean-Louis Barcelona : le commandant résistant
- Vladislav Galard : Guy Monnerot
- Jean Dell : Pierre Billotte
- Jean-Pierre Durand : François de Linares
- Gérard Chaillou : Charles Corbin, ambassadeur de France à Londres
- Réginald Huguenin : Jules Moch
- Daniel Kenigsberg : le général puis maréchal Alphonse Juin
- Lise Lamétrie : Philomène Zieger, servante du Général
- Patrick Paroux : le pharmacien
- Isabelle de Botton : l'épouse du pharmacien
- Didier Brice : le lieutenant chauffeur
- Célia Desbrus : Anne de Gaulle
- Claude Guyonnet
- Les Petits Chanteurs à la Croix de Bois

## Distinctions
Ce film a obtenu deux FIPA en 2006, catégorie séries et feuilletons, le FIPA d'or du prix d'interprétation masculine pour Bernard Farcy et le FIPA d'argent pour Bernard Stora.
Bernard Farcy a également été nommé aux Emmy Awards 2006 pour son interprétation.